# William Saunders
William Saunders (7 de diciembre de 1822 – 11 de septiembre de 1900) fue un botánico y paisajista estadounidense-escocés.
Nace en Saint Andrews, Escocia, sirviendo como el primer Master (presidente) del National Grange, y luego el primer botánico y paisajista del Ministerio de Agricultura de EE. UU.. Saunders diseña el sistema de parques de Washington D. C., supervisando la plantación de 80.000 árboles en la urbe. Fue cofundador de la Grange ("Patrones de Agricultura, Orden de Patrones Agricultores"). Como agrónomo, ayudó a la introducción de la variedad de naranja "Navel orange" a la fruticultura de California. (Harding, T. Swann, Two Blades of Grass, 1947). Aún se mantienen dos plantas originales, en la "Posada de la Misión" en Riverside.
Como ardiente botánico, diseña el Cementerio Nacional de Gettysburg, en donde al inaugurarlo el presidente A. Lincoln pronunció su más famosa arenga: el discurso de Gettysburg, donde halaba a Saunders. Saunders había previamente oposicionado y ganado el cargo de Superintendente de Propagación de Jardines en el Departamento de Agricultura, donde desarrollaría centenares de híbridos de arbustos, árboles para todo EE. UU.
- La abreviatura «W.Saunders» se emplea para indicar a William Saunders como autoridad en la descripción y clasificación científica de los vegetales.[1]